# 1333

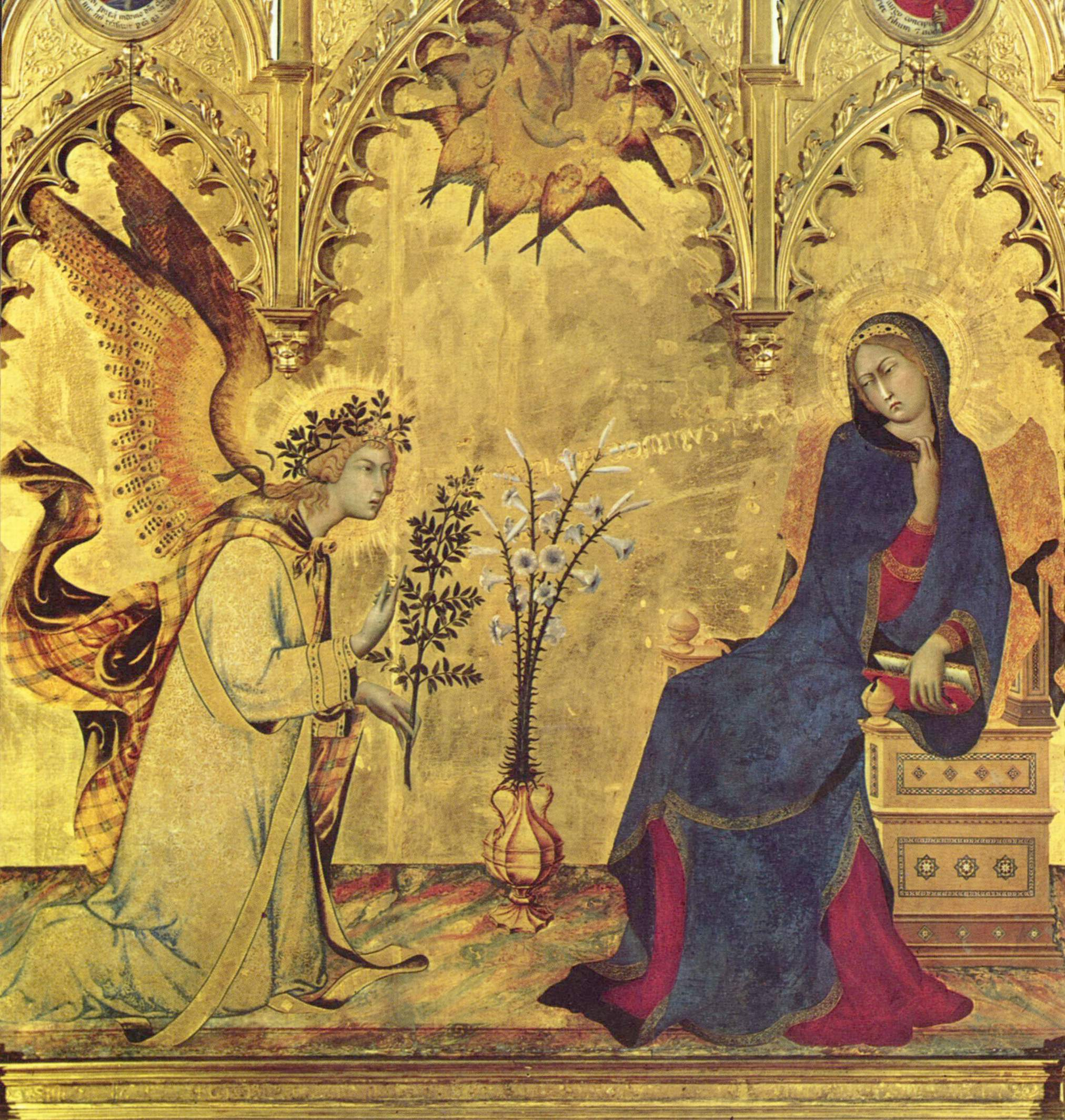
De Annunciatie van Simone Martini

Het jaar 1333 is het 33e jaar in de 14e eeuw volgens de christelijke jaartelling.

## Gebeurtenissen
- 1-5 juli - Beleg van Kamakura: Go-Daigo, de keizer die weigert de macht van de Hojo te aanvaarden, en Ashikaga Takauji, die was uitgestuurd om zijn opstand te onderdrukken, maar naar hem is overgelopen, verslaan de Hojo, die hun macht verliezen. Einde van de Kamakuraperiode en begin van de Muromachiperiode
  - Go-Daigo begint de Kenmu-restauratie, waarin de directe keizerlijke macht hersteld wordt. Hij weigert een regent, en stelt Asikaga niet, zoals deze gewenst had, aan tot shogun.
  - 19 juli - Kogon, door de Hojo aangesteld als opvolger van Go-Daigo, treedt af.
- 19 juli - Slag bij Halidon Hill: De Schotten lijden grote verliezen in tegenstelling tot de winnende Engelsen. Het grootste deel van de Schotse edelen sneuvelt.
  - De door de Engelsen gesteunde troonpretendent Edward Balliol grijpt opnieuw de macht in Schotland.
- 4 november - De Arno, een rivier in Toscane, overstroomt en richt grote schade aan in Florence. Giovanni Villani beschrijft de ramp.
- In China breekt een hongersnood uit die aan miljoenen mensen het leven zal kosten.
- De Meriniden uit Marokko veroveren Gibraltar.
- Luik staat de heerlijkheid Mechelen af aan Vlaanderen.
- Delden en Grafhorst ontvangen stadsrechten van bisschop Jan van Diest.
- Hollandse troepen onder Jan van Foreest, in strooptocht in Utrecht, verwoesten de stad Geyne.
- De Geerlingsebrug in 's-Hertogenbosch wordt gebouwd.
- oudst bekende vermelding: Den Ham

## Kunst
Schilderkunst
- Simone Martini en Lippo Memmi: De Annunciatie

## Opvolging
- Baden-Eberstein - Frederik II opgevolgd door zijn zoon Herman IX
- Granada - Mohammed IV opgevolgd door Yusuf I
- Moravië - Jan de Blinde opgevolgd door zijn zoon Wenceslaus
- Polen - Wladislaus de Korte opgevolgd door zijn zoon Casimir III

## Geboren
- maart? - Frederik V van Neurenberg, Duits edelman
- 13 mei - Reinoud III, hertog van Gelre (1343-1361, 1371)
- Fadrique Alfonso, Castiliaans edelman
- Gerlach II van Nassau-Wiesbaden-Idstein, graaf van Nassau-Wiesbaden-Idstein
- Hendrik II, koning van Castilië (1369-1379)
- ibn Abbad al-Rundi, Andalusisch theoloog
- ibn Zamrak, Andalusisch dichter
- Dirk IV van Wassenaer, Hollands edelman (jaartal bij benadering)

## Overleden
- 29 januari - Rogier van Leefdael (~62), Brabants edele en staatsman
- 2 maart - Wladislaus de Korte (72), groothertog en koning van Polen (1306-1333)
- 12 mei - Imelda Lambertini (11), Italiaans kloosterlinge
- 18 juni - Hendrik XV (21), hertog van Neder-Beieren
- 22 juni - Frederik II van Baden-Eberstein, Duits edelman
- 15 juli - Reinoud van Valkenburg (~49), Limburgs edelman
- 19 juli - Alexander Bruce, Schots edelman
- 21 juli - Johan II van Bentheim, Duits edelman
- 15 oktober - Hendrik II van Montfoort, Nederlands edelman
- 16 oktober - Nicolaas V, tegenpaus (1328-1330)
- 10 december - Hedwig van Kalisz (~67), echtgenoot van Wladislaus de Korte
- Margareta van Stein (~57), Limburgs abdis
- Morikuni (~32), shogun van Japan (1308-1333)
- Margaretha van Engeland, echtgenote van Jan II van Brabant (jaartal bij benadering)
- Pieter de Coninck, Vlaams volksleider (jaartal bij benadering)